# Joshua Tree
Joshua Tree és una concentració de població designada pel cens dels Estats Units a l'estat de Califòrnia. Segons el cens del 2000 tenia 4.207 habitants.

## Demografia
Segons el cens del 2000, Joshua Tree tenia 4.207 habitants, 1.765 habitatges, i 1.057 famílies. La densitat de població era de 265,4 habitants/km².
Dels 1.765 habitatges en un 30% hi vivien nens de menys de 18 anys, en un 38,8% hi vivien parelles casades, en un 16% dones solteres, i en un 40,1% no eren unitats familiars. En el 33,3% dels habitatges hi vivien persones soles el 15,4% de les quals corresponia a persones de 65 anys o més que vivien soles. El nombre mitjà de persones vivint en cada habitatge era de 2,35 i el nombre mitjà de persones que vivien en cada família era de 2,98.
Per edats la població es repartia de la següent manera: un 27,5% tenia menys de 18 anys, un 7,7% entre 18 i 24, un 26,4% entre 25 i 44, un 20,1% de 45 a 60 i un 18,3% 65 anys o més.
L'edat mediana era de 37 anys. Per cada 100 dones de 18 o més anys hi havia 88,8 homes.
La renda mediana per habitatge era de 26.535 $ i la renda mediana per família de 33.333 $. Els homes tenien una renda mediana de 27.465 $ mentre que les dones 29.375 $. La renda per capita de la població era de 13.856 $. Entorn del 18% de les famílies i el 21,2% de la població estaven per davall del llindar de pobresa.

## Poblacions més properes
El següent diagrama mostra les poblacions més properes.